# Sistotrema heteronemum
Sistotrema heteronemum é uma espécie de fungo pertence à família Hydnaceae.